# Торлак Торгальссон

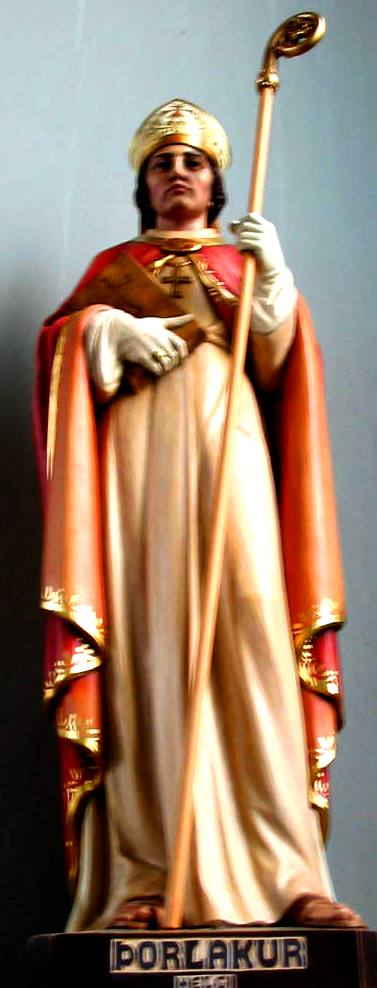
Статуя Святого Торлака, римо-католицький кафедральний собор м. Рейк'явіка, Ісландія

Торлак Торгальссон (Давньоісландською: Þorlákr Þórhallsson, Ісландською: Þorlákur (helgi) Þórhallsson, 1133—23 грудня 1193), відомий також як Святий Торлак — єпископ Скалгольту з 1178 року і святий покровитель Ісландії. Його статус святого був затверджений ісландським парламентом Алтингом в 1198 році але це ніколи не було офіційно визнано римо-католицькою церквою аж до 14 січня 1984 року коли Іван Павло ІІ канонізував його офіційно і проголосив святим покровителем Ісландії.

## Життєпис
Торлак походив зі шляхетної та багатої родини і був висвячений на диякона перед тим як йому сповнилося 15 років, а у 18-річному віці його висвятили на священника. Він вчився за-кордоном в Парижі та Лінкольні в Англії протягом 6 років (він також мабуть відвідав Лондон).
Повернувшись 1116 року до Ісландії, Торлак заснував Августинський монастир у селі Тикквібаїр, по тому як відмовився одружитися з багатою вдовою. Там він посвятив себе строгому релігійному життю, відмовляючись одружуватися (інші ісландські священники були одружені) і присвячуючи себе до читання Отче наш, Символу Віри та гімну, а також 50 псалмів.
Як молодий священник, а пізніше єпископ, він був відомим через своє святе життя. Його постать представлена в сагах, а зокрема в ісландській Торлакссаґа (Þorlákssaga) де описано його богобоязнене життя. Також йому приписують здійснення багатьох чудес.

## Єпископат
Августин Нідаросський (з Норвегії) висвятив його на єпископа і він працював над виробленням Августинського правила в Ісландії, а також над викоріненням симонії (продажу та купівлі священничого сану), світського патронажу й аморальності клиру. Святий Торлак служив єпископом Скалгольту (одної з двох тогочасних діоцезій Ісландії) в між 1178—1193 аж до своєї смерті.

## День Святого Торлака (Торлаксмеса)
Торлаксмеса святкується на день його упокоєння, 23 грудня. Днем святого є теж 20 липня — день перенесення його мощей.
Це останній день приготувань до Різдва. Таким чином, на день Святого Торлака, ісландці прибирають дім і починають приготування до Різдвяного столу. Ісландці їли зазвичай рибу цього дня, оскільки це був останній день католицького різдвяного посту. У західній Ісландії прийнято їсти соленого ската цього дня; цей звичай поширився по всій Ісландії. Скат як правило подається з вареною розмятою картоплею, супроводжується склянкою бреннівіну (вид ісландського вина).